# Kermit Alexander
Pour les articles homonymes, voir Alexander.
(en) Statistiques sur pro-football-reference
Kermit Joseph Alexander , né le 4 janvier 1941 à La Nouvelle-Ibérie, en Louisiane, est un joueur professionnel américain de football américain de la National Football League (NFL). Il a joué pour les 49ers de San Francisco, les Rams de Los Angeles et les Eagles de Philadelphie. Au niveau universitaire, il joue pour les Bruins de l'université de Californie à Los Angeles.
Le 31 mai 1975, il est élu président de la National Football League Players Association (NFLPA).
Il a fait partie du conseil d'administration du trophée Lott IMPACT, qui porte le nom du defensive back Ronnie Lott du Pro Football Hall of Fame et qui est décerné chaque année au joueur de l'année IMPACT du football universitaire.

## Jeunesse
Alexander est né le 4 janvier 1941 à La Nouvelle-Ibérie, en Louisiane, de Ebora et Kermit Alexander Sr. Sa famille déménage en Californie en 1945 où il fréquente la Mount Carmel High School,. Il mène l'équipe de football américain des Crusaders à trois championnats de la Catholic League et deux participations aux quarts de finale de la California Interscholastic Federation (C.I.F. - Fédération interscolaire de Californie).

## Carrière universitaire
Alexander est recruté par l'université de Californie à Los Angeles (UCLA) où il joue au football américain pour les Bruins. Il joue au poste de running back pendant trois ans enregistrant 128 courses, pour un gain de 708 yards et 6 touchdowns, auxquels s'ajoutent 32 réceptions, pour un gain de 508 yards et 2 touchdowns.

### Statistiques en NCAA
| Année  | Équipe        | Statut | MJ |     | Courses | Courses | Courses | Courses |       | Passes réceptionnées | Passes réceptionnées | Passes réceptionnées | Passes réceptionnées |
| Année  | Équipe        | Statut | MJ | Nb. | Yards   | Moy.    | TD      | Nb.     | Yards | Moy.                 | TD                   |                      |                      |
| 1960   | Bruins d'UCLA | Fr     | 10 | 6   | 23      | 3,8     | 0       | 6       | 33    | 5,5                  | 0                    |                      |                      |
| 1961   | Bruins d'UCLA | SO     | 11 | 40  | 213     | 5,3     | 1       | 14      | 297   | 21,2                 | 1                    |                      |                      |
| 1962   | Bruins d'UCLA | JR     | 10 | 82  | 472     | 5,8     | 5       | 12      | 178   | 14,8                 | 1                    |                      |                      |
| Totaux | Totaux        | Totaux | 31 | 128 | 708     | 5,5     | 6       | 32      | 508   | 15,9                 | 2                    |                      |                      |

## Carrière professionnelle
Alexander est sélectionné par les 49ers de San Francisco avec le huitième choix au premier tour de la draft 1963 de la NFL (en). Il est également sélectionné par les Broncos de Denver de l'American Football League avec le cinquième choix, mais choisit de signer avec San Francisco. Il joue aux côtés du cornerback Jimmy Johnson, membre du Pro Football Hall of Fame. Alexander est sélectionné pour jouer le Pro Bowl en 1968, après une saison au cours de laquelle il enregistre neuf interceptions, dont une qu'il retourne sur 66 yards pour un touchdown. Il joue pour les 49ers de 1963 à 1969. À la fin de la saison 1969, il est envoyé aux Rams de Los Angeles en échange de Bruce Gossett (en).
Lors de sa deuxième année avec les Rams, en 1971, lors d'un match contre les Redskins de Washington, Alexander retourne une interception sur 82 yards pour un touchdown. Il joue une dernière saison avec les Eagles de Philadelphie en 1973. Il est responsable d'une blessure au genou droit de Gale Sayers lors d'un tacle roulant qui raccourcit la carrière du running back des Bears de Chicago, et coûte à Sayers une partie de son extraordinaire rapidité.
En plus de jouer en défense, Alexander retourne les punts et les kickoffs pour les trois équipes. Les deux retours de punt de sa carrière pour des touchdowns sont effectués avec San Francisco,.
Il fait partie du conseil d'administration du trophée Lott IMPACT, qui porte le nom du defensive back Ronnie Lott du Pro Football Hall of Fame et qui est décerné chaque année au joueur de l'année IMPACT du football universitaire.
Le 31 mai 1975, il est élu président de la National Football League Players Association (NFLPA), poste qu'il occupe jusqu'au 8 mars 1976.

## Vie privée
Le 31 août 1984, la mère, la sœur et les deux neveux d'Alexander, âgés de 8 et 13 ans, ont été assassinés dans le centre-sud de Los Angeles lors d'une invasion de domicile par des membres des Rollin 60's Neighborhood Crips, dont les victimes prévues vivaient à deux portes de là.
Alexander avait initialement prévu d'adopter un enfant d'Haïti, mais après avoir rencontré les quatre frères et sœurs de l'enfant, il a fini par les adopter tous les cinq. Les cinq étaient en Haïti au moment du tremblement de terre en 2010, mais ils ont survécu et vivent maintenant avec Alexander et sa femme, Tami.